# Люссов (Мекленбург)
Люссов (нем. Lüssow) — община в Германии, районный центр, расположен в земле Мекленбург-Передняя Померания.
Входит в состав района Гюстров. Подчиняется управлению Гюстров-Ланд. Население составляет 954 человек (2009); в 2003 г. — 1064. Занимает площадь 15,77 км².